# Crameria intercisa
Crameria intercisa là một loài bướm đêm trong họ Noctuidae.